# Massimo Bianchi (cestista)
Massimo Bianchi (Milano, 19 gennaio 1955) è un ex cestista e allenatore di pallacanestro italiano.

## Carriera

### Giocatore
Playmaker di 170 cm, ha giocato in Serie A con la Viola Reggio Calabria, della quale è diventato una bandiera, conquistando una Promozione in Serie A1 nella stagione 1984-85. Con la casacca della squadra reggina ha segnato un totale di 3.882 punti.

### Allenatore
Come allenatore, ha diretto la Viola Reggio Calabria nel 2000-01 (è stato vice di Gaetano Gebbia e Tonino Zorzi, ma capoallenatore dopo l'esonero del primo) e il Basket Teramo nel 2006-07 e 2007-08. Nel 2008-09 ha allenato l'Andrea Costa Imola; nella stagione 2009-2010 ha allenato nuovamente la Viola Reggio Calabria. Dall'estate al novembre 2010 allena il Basket Massafra in Serie A Dilettanti; il contratto viene risolto consensualmente.
Nel 2011 viene nominato vice allenatore dello Scafati Basket, venendo riconfermato per la stagione 2012-13. Il 13 gennaio 2014 viene nominato allenatore ad interim dell'Azzurro Napoli Basket 2013, in sostituzione dell'esonerato Demis Cavina, e rimane poi fino al termine della stagione.
Il 9 dicembre 2014 subentra a Giampaolo Di Lorenzo sulla panchina della Bawer Matera, in Serie A2 Silver. Il 28 dicembre subisce un infarto dopo la partita contro il Latina.
Per la stagione 2017-18 firma come capo allenatore per la Robur Saronno in C Gold Lombardia, raggiunge la finale poi persa contro Nuova Pallacanestro Vigevano che sale in serie B.
Viene riconfermato alla guida di Saronno per la stagione successiva dove raggiunge la semifinale contro la Gilbertina Soresina che poi vincerà la finalissima per la serie B.
Nel dicembre 2018 viene insignito del titolo di allenatore benemerito su richiesta della FIP Calabria 
Comincia la stagione 2019-20 come assistente di Paolo Moretti alla Viola Reggio Calabria. A gennaio 2020 firma con l'Olimpia Lumezzane C Gold Lombardia per il ruolo di capo allenatore.

## Palmarès
- Campionato italiano di Serie A2: 1
Viola Reggio Calabria: 1984-85.